# Col de la Colombière

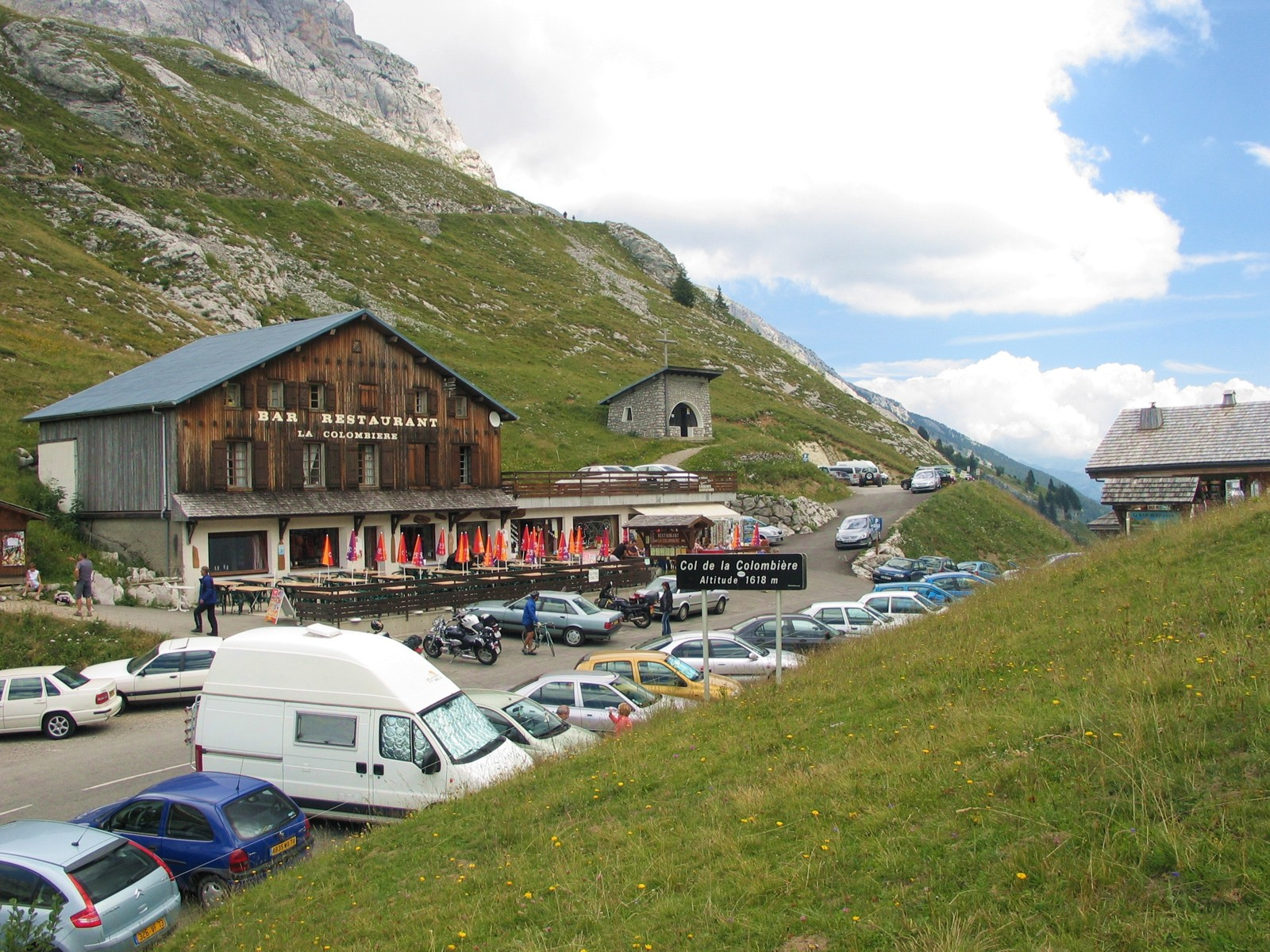
Col de la Colombière

Col de la Colombière är ett bergspass i de franska alperna i Haute-Savoie. Passet förbinder Cluses i Arve-dalen med Le Grand-Bornand i Bourne-dalen och dess krön ligger 1 613 meter över havet. Tour de France passerade passet första gången 1960 och passet har därefter återkommit flera gånger i tävlingen. Från staden Scionzier, är sträckan till krönet 16,3 kilometer lång med en medelstigning på 6,8 procent. Den brantaste delen närmast krönet har en maximal stigning på 10,2 procent.